# Alliance for Cannabis Therapeutics
A Alliance for Cannabis Therapeutics (ACT, em português Aliança para a Terapia da Cannabis) é uma organização de apoio à cannabis medicinal [en] fundada em 1981 por Robert C. Randall e Alice O'Leary. Randall foi a primeira pessoa conhecida a usar com sucesso a necessidade médica como defesa contra uma acusação de posse de maconha em violação ao Controlled Substances Act (CSA).

## Histórico
Clare Hodges, também conhecida como Elizabeth Brice, fundou a Alliance for Cannabis Therapeutics (ACT) no Reino Unido após entrar em contato com Alice O'Leary e Robert Randall em 1992 sobre os benefícios médicos da maconha para pessoas que sofrem de esclerose múltipla.
O grupo participou das audiências de 1986 sobre o reenquadramento da cannabis nos Estados Unidos [en]. A ACT, juntamente com a  NORML, solicitou a revisão da ordem final do Administrador da Drug Enforcement Administration que se seguiu às audiências. Veja Alliance for Cannabis Therapeutics v. DEA, 930 F.2d 936 (D.C.Cir.1991).